# Айдинбеков, Мухтадир Айдинбекович
Айдинбеков Мухтадир Айдинбекович  (лезг. Айдинбекрин Мукьтадир; 1884—1918) — лезгинский революционер, большевик, участник борьбы за власть Советов на Кавказе.

## Биография
Родился в 1884 году в селении Ахты Самурского округа Дагестанской области в семье крестьянина-бедняка. С 1898 года чернорабочий на нефтепромыслах в Баку. В коммунистическом движении с 1904 года. Участник социал-демократической группы «Гуммет», союза нефтепромысловых рабочих и один из организаторов социал-демократической группы «Фарук» (1906 г.).

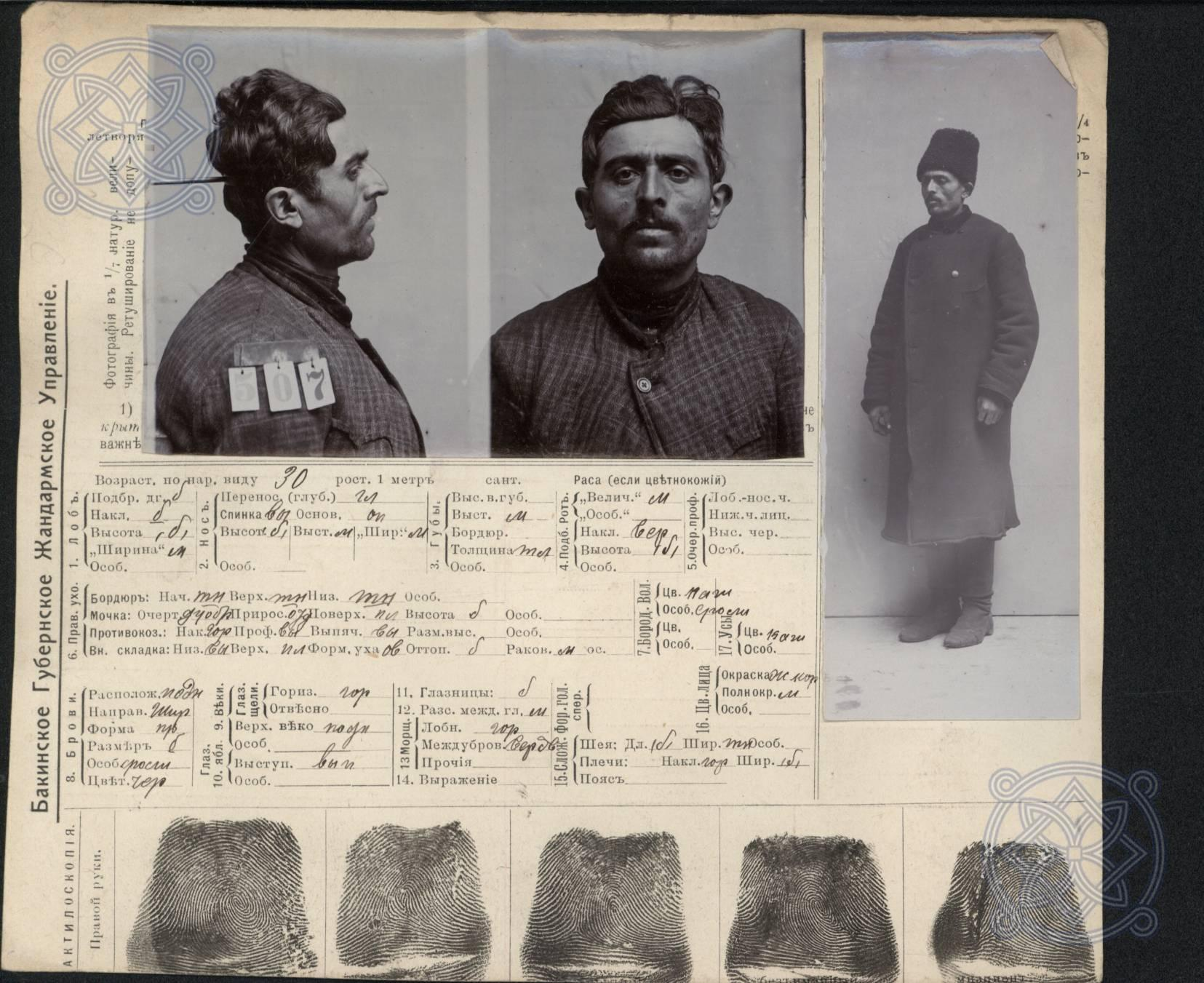
Карточка на Мухтадира Айдинбекова, составленная Бакинским губернским жандармским управлением

Подвергался репрессиям со стороны царского правительства. Был арестован 19 марта (1 апреля) 1912 года и был выслан из Баку на 3 года.
В 1917 году был избран в правление Профсоюза рабочих нефтяной промышленности и подсобных к ней производств (Баку).
С июня 1917 года — член бакинского комитета РСДРП(б), с октября – Бакинского Совета. С весны 1918 года вёл партийную работу в южных районах Дагестана. 
Один из организаторов партизанского движения во время борьбы с бичераховцами и турецкими интервентами. Согласно Большой советской энциклопедии, осенью 1918 года арестован мусаватистами и убит в тюрьме города Куба.

## Семья
Сын, Айдинбеков, Салам Мухтадирович — советский, дагестанский и азербайджанский политический и партийный деятель, государственный и общественно-политический деятель Дагестана, дипломат, Председатель Совета Министров Дагестанской АССР (1948—1951).

## Память

Бюст Мухтадира Айдинбекова в его родном селе Ахты

- В родном селе Ахты установлен бюст Мухтадира Айдинбекова.
- Мухтадир — название посёлка (в 1938—2018) в Азербайджане.
- Улица Орловская в городе Баку была названа именем Мухтадира (в 1923—1992)[2] (ныне — улица Сеида Рустамова).